# Bonifacio
Bonifacio là một xã trong vùng hành chính Corse, thuộc tỉnh Corse-du-Sud, quận Sartène (quận), tổng Bonifacio. Bonifacio nằm trên độ cao trung bình là 70 mét trên mực nước biển, có điểm thấp nhất là 0 mét và điểm cao nhất là 340 mét. Xã có diện tích 138,36 km², dân số vào thời điểm 1999 là 2.658 người; mật độ dân số là 19 người/km². Bonifacio là xã cực nam của đảo Corse.

## Thông tin nhân khẩu
| 1946  | 1954  | 1962  | 1968  | 1975  | 1982  | 1990  | 1999  |
| ----- | ----- | ----- | ----- | ----- | ----- | ----- | ----- |
| 2.048 | 2.157 | 2.418 | 2.431 | 2.693 | 2.736 | 2.683 | 2.658 |